# Astragalus facetus
Astragalus facetus är en ärtväxtart som beskrevs av Maassoumi och Dieter Podlech. Astragalus facetus ingår i släktet vedlar, och familjen ärtväxter. Inga underarter finns listade i Catalogue of Life.